# Kabinett Kopf IV
Das Kabinett Kopf IV bildete vom 13. Juni 1951 bis zum 26. Mai 1955 die Niedersächsische Landesregierung. Die Koalition endete regulär mit der Landtagswahl 1955.
| Amt                                                                             | Name                                       | Partei | Partei  |
| ------------------------------------------------------------------------------- | ------------------------------------------ | ------ | ------- |
| Ministerpräsident                                                               | Hinrich Wilhelm Kopf                       |        | SPD     |
| Stellvertreter des Ministerpräsidenten ab 2. November 1951                      | Friedrich von Kessel                       |        | GB/BHE  |
| Ernährung, Landwirtschaft und Forsten                                           | Friedrich von Kessel                       |        | GB/BHE  |
| Inneres                                                                         | Richard Borowski                           |        | SPD     |
| Wirtschaft und Verkehr                                                          | Hermann Ahrens                             |        | GB/BHE  |
| Finanzen                                                                        | Alfred Kubel                               |        | SPD     |
| Justiz                                                                          | Otto Krapp (bis 1. Dezember 1953)          |        | Zentrum |
| Justiz                                                                          | Hinrich Wilhelm Kopf (ab 1. Dezember 1953) |        | SPD     |
| Kultus                                                                          | Richard Voigt                              |        | SPD     |
| Soziales                                                                        | Heinrich Albertz                           |        | SPD     |
| Vertriebene ab 17. März 1953 Vertriebene, Flüchtlinge und Kriegssachgeschädigte | Erich Schellhaus                           |        | GB/BHE  |